# 白鹿镇 (庐山市)
白鹿镇，是中华人民共和国江西省九江市庐山市下辖的一个乡镇级行政单位。

## 行政区划
白鹿镇下辖以下地区：
五里村、交通村、梅溪村、四联村、波湖村、大岭村、河东村、秀峰村、万杉村、玉京村和白鹤生态林管理所社区。